# 1988년 롯데 자이언츠 시즌
1988년 롯데 자이언츠 시즌은 롯데 자이언츠가 KBO 리그에 참가한 7번째 시즌이다. 어우홍 감독이 팀을 이끈 첫 시즌이며,  팀의 에이스 투수였던 최동원의 계약을 둘러싼 것 탓인지  팀 분위기가 어수선해졌고 이로 인해  승부처에서 전천후로 활용할 유닛을 잃게 되자 어우홍 감독이  윤학길을 개막전(4월 2일 선발) 등판 사흘 뒤인 5일 구원투입(세이브), 다음 날 완투(승리), 10일 완투(완봉)시키는 등 무리한 투수기용으로 비난을 사 팀은 7팀 중 전기리그 4위, 후기리그 공동 3위를 기록했다. 이로써 통합승률 3위를 기록했는데, 포스트시즌에 진출한 삼성 라이온즈보다 승률이 높았음에도 불구하고 전기리그와 후기리그 중 한번도 2위 안에 들지 못한 탓에 4년 연속으로 포스트시즌에 진출하지 못함으로써 지난 시즌과 비슷한 결과를 얻었다. 통합 순위는 4위로 기록되었다.

## 타이틀
- KBO 골든글러브: 김용철 (지명타자)
- 올스타 선발: 한영준 (3루수), 김용철 (외야수), 김용희 (지명타자)
- 올스타전 추천선수: 윤학길, 박동수, 김용운, 김민호, 유두열
- 컴투스프로야구2022 타이틀홀더 라인업: 윤학길 (구원투수)
- 컴투스프로야구 80년대 롯데 자이언츠 라인업: 윤학길 (선발투수), 이문한 (중계투수), 서정용 (중계투수), 김민호 (1루수), 최계영 (중견수)
- 컴투스프로야구 선정 감독들의 현역시절 라인업: 김용희
- 컴투스프로야구 선정 대를 이은 야구선수들 라인업: 유두열
- 고의4구: 김민호 (6)
- 희생타: 조성옥 (16)
- 선발등판: 윤학길 (25)
- 완투: 윤학길 (17)
- 다승: 윤학길 (18)(13선발승으로 이상윤과 선발승 공동 2위)
- 이닝: 윤학길 (234)
- 상대한 타자 수: 윤학길 (967)

## 선수단
- 선발투수 : 윤학길, 김정행, 오명록, 노상수, 김종석
- 구원투수 : 안창완, 김응국, 이충우
- 마무리투수 : 최동원, 이문한, 박동수, 서정용, 구명근
- 포수 : 한문연, 김용운, 고정식, 김성현, 차영석, 박희찬
- 1루수 : 김민호, 박태호
- 2루수 : 박영태, 정영기, 정학수
- 유격수 : 정구선
- 3루수 : 한영준, 김용희, 이재성
- 좌익수 : 최계영, 조성옥
- 중견수 : 홍문종, 김재상, 이창원
- 우익수 : 유두열, 박용성
- 지명타자 : 김용철, 임경택, 정국헌, 우경하

## 여담
- 롯데 자이언츠 2군은 이 시즌에 창설되었으며 구덕 야구장을 홈구장으로 사용했다.
- 5월 1일 빙그레 이글스와의 경기가 구덕 야구장에서 열린 마지막 1군 경기였다.
- 김정행은 통산 8완봉으로 KBO 리그 역대 용병 투수 통산 최다 완봉 기록을 세웠다.
- 최동원은 KBO 리그 사상 최초로 통산 구원 WAR 10을 달성했다.
- 최동원은 시즌 종료 후 삼성 라이온즈로 트레이드 되었다. 당시 최고 연봉자가 KBO 리그 내 타팀으로 이적한 사례는 이때가 유일하다.
- 김민호는 이 해 4번으로만 14홈런을 쳐[2] 83년 장효조(15홈런) 이후  두 번째  4번 왼손타자 두자릿수 홈런을 기록했다.